# گلنویل (نبراسکا)
گلنویل(به انگلیسی: Glenvil) شهری در ایالت نبراسکا کشور ایالات متحده آمریکا است که جمعیت آن در سرشماری سال ۲۰۱۰ میلادی، ۳۱۰ نفر بوده‌است.